# 4782 Gembloux
4782 Gembloux (1980 TH3) là một tiểu hành tinh vành đai chính được phát hiện ngày 14 tháng 10 năm 1980 bởi Henri Debehogne và Houziaux ở Đài thiên văn Haute-Provence. Nó được đặt theo tên Belgian city thuộc Gembloux, a French-speaking region with strong science connections.